# تیرکان (کرمان)
تیرکان، روستایی از توابع بخش مرکزی شهرستان گلباف در استان کرمان ایران است.

## جمعیت
این آبادی در دهستان جوشان قرار دارد و براساس سرشماری مرکز آمار ایران در سال ۱۳۹۵، خالی از سکنه دائم بوده‌است.